# يسري نصر الله
يسري نصر الله مخرج مصري. ولد في القاهرة عام 1952 ودرس الاقتصاد في جامعة القاهرة، ثم درس السينما في المعهد العالي للسينما في القاهرة سنة 1973. عمل كناقد سينمائي في صحيفة السفير اللبنانية ومساعد مخرج في بيروت. كما عمل كمساعد مخرج مع يوسف شاهين في فيلمى وداعاً بونابرت وحدوتة مصرية 1981، مع فولكر شلوندرف في فيلم المزيف، ومع عمر أميرالاي في الفيلم التسجيلي مصائب قوم. شارك مع يوسف شاهين في كتابة سيناريو إسكندرية كمان وكمان 1989 وفي إخراج القاهرة منورة بأهلها 1991. أخرج فيلمه الروائي الطويل الأول سرقات صيفية سنة 1990 والثاني مرسيدس سنة 1993 وبعدها صبيان وبنات 1995 
و فيلم المدينــة 1999 وفيلمه الأسطورى باب الشمس-الرحيل والعودة 2004 وفيلم جنينة الأسماك 2008 وفيلم إحكي يا شهرزاد 2009 ومؤخراً فيلمه بعد الموقعة والذي شارك في مهرجان كان السينمائي.

## آراء
في يوليو 2019، انتقد نصر الله تحكم الدولة في مصر بالسوق الفني، ووصف ذلك بـ"الاحتكار الذي يؤدي للفشل"، كما انتقد قلة تنوع الأعمال الفنية واتساع "قائمة الممنوعات"، مما جعل السوق المصري محدودا للغاية في رأيه.

## أعماله
- الوداع يا بونابرت (مؤلف ومساعد مخرج)
- اليوم السادس (مؤلف)
- سرقات صيفية (مؤلف ومخرج)
- إسكندرية كمان وكمان (مؤلف)
- مرسيدس (مؤلف ومخرج) بطولة: يسرا
- صبيان وبنات (مؤلف ومخرج)
- المدينة (مؤلف ومخرج)
- باب الشمس-الرحيل والعودة (ومخرج) عن رواية الياس خوري وتمثيل عروة نيربية،هيام عباس،حلا عمران، نادرة عمران، عماد البيتم، باسل خياط
- جنينة الأسماك (مخرج) بطولة: عمرو واكد و هند صبري
- إحكي يا شهرزاد (مخرج) بطولة: منى زكي
- بعد الموقعة (مخرج) وقد شارك الفيلم في مهرجان كان السينمائي الدورة 65.
- الماء والخضرة والوجه الحسن (مخرج وشارك في الكتابة)

## وصلات خارجية
- يسري نصر الله على موقع IMDb (الإنجليزية)
- يسري نصر الله على موقع الدهليز
- يسري نصر الله على موقع قاعدة بيانات الأفلام العربية
- يسري نصر الله على موقع ألو سيني (الفرنسية)
- يسري نصر الله على موقع أول موفي (الإنجليزية)
- يسري نصر الله على موقع قاعدة بيانات الفيلم (الإنجليزية)
- يسري نصر الله على موقع كينوبويسك (الروسية)